# Gibraltarská libra
Gibraltarská libra je zákonné platidlo Gibraltaru, který má status Britské zámořské teritorium (anglicky British overseas territory), což znamená, že není součástí Spojeného království, ale patří pod jeho suverenitu.
ISO 4217 kód gibraltarské libry je GIP. Gibraltarská libra je pevně navázána na měnu svého nadřazeného politického celku – libru šterlinků. Kurs je stanoven 1:1. V Gibraltaru se dá platit jak britskou, tak i gibraltarskou librou. Naopak toto ovšem neplatí – ve Spojeném království gibraltarskou libru použít nelze.
Gibraltar tiskne vlastní bankovky už od roku 1927, mince razí od roku 1988.